# Zlatko Portner
Zlatko Portner   (Ruma, 16 de gener de 1962 - 23 de setembre de 2020) fou un jugador d'handbol iugoslau, que va participar en els Jocs Olímpics d'Estiu de 1988.
Durant la seva reeixida carrera, va jugar pels equips de la RK Metaloplastika i el FC Barcelona, equip al qual va arribar el 1990 per ocupar la plaça de Milan Kalina, i on va formar parella d'estrangers amb Veselin Vujovic fins al 1992, quan va deixar l'equip.
El 1988 va formar part de la selecció de Iugoslàvia que va guanyar la medalla de bronze a les Olimpíades de Seül. Hi va jugar tots sis partits i marcà 31 gols.